# Arbre de fouille
 (janvier 2023).
Si vous disposez d'ouvrages ou d'articles de référence ou si vous connaissez des sites web de qualité traitant du thème abordé ici, merci de compléter l'article en donnant les références utiles à sa vérifiabilité et en les liant à la section « Notes et références ».
Un arbre de fouille est une structure de données (algorithmique) qui stocke des éléments comparables (plus grand/plus petit) dans un arbre binaire.
Le sous-arbre droit d'un nœud comportera les éléments plus petits et le sous-arbre gauche les éléments plus grands.